# 大石悠介
大石 悠介（おおいし ゆうすけ、2000年7月24日 - ）は、静岡県出身のサッカー選手。ポジションはディフェンダー。関東サッカーリーグ2部・EDO ALL UNITED所属。

## 来歴
山梨学院高校では後にプロ入りする宮崎純真らとプレー。3年時のインターハイではチームの初優勝に大きく貢献し、自身も大会優秀選手に選ばれている。卒業後は国士舘大学に進学した。
2023年2月23日、ギラヴァンツ北九州加入が発表された。4月9日、J3リーグ第6節の松本山雅FC戦（ミクスタ）でJリーグデビューを飾った。5月21日、天皇杯1回戦対鹿児島ユナイテッドFC戦（ミクスタ）に先発出場し、1-1から延長戦に入り1-2とリードされた後の115分にプロ公式戦初得点となる同点ゴールを決め、チームの2回戦進出に貢献した。リーグ戦では10試合出場にとどまり、同シーズン一杯で契約満了となった。
同年12月12日に開催されたJリーグ合同トライアウトに出場。
2024年、ラインメール青森FCに完全移籍で加入。しかし2年連続で契約満了となった。
2025年、同年関東サッカーリーグ2部に昇格したEDO ALL UNITEDに加入。

## 所属クラブ
- 葵SSS
- 東海大翔洋中学校
- 山梨学院高校
- 国士舘大学
- 2023年  ギラヴァンツ北九州
- 2024年  ラインメール青森FC
- 2025年  EDO ALL UNITED

## 個人成績
| 国内大会個人成績 | 国内大会個人成績 | 国内大会個人成績 | 国内大会個人成績 | 国内大会個人成績 | 国内大会個人成績 | 国内大会個人成績 | 国内大会個人成績 | 国内大会個人成績 | 国内大会個人成績 | 国内大会個人成績 | 国内大会個人成績 |
| 年度             | クラブ           | 背番号           | リーグ           | リーグ戦         | リーグ戦         | リーグ杯         | リーグ杯         | オープン杯       | オープン杯       | 期間通算         | 期間通算         |
| 年度             | クラブ           | 背番号           | リーグ           | 出場             | 得点             | 出場             | 得点             | 出場             | 得点             | 出場             | 得点             |
| 日本             | 日本             | 日本             | 日本             | リーグ戦         | リーグ戦         | リーグ杯         | リーグ杯         | 天皇杯           | 天皇杯           | 期間通算         | 期間通算         |
| ---------------- | ---------------- | ---------------- | ---------------- | ---------------- | ---------------- | ---------------- | ---------------- | ---------------- | ---------------- | ---------------- | ---------------- |
| 2023             | 北九州           | 33               | J3               | 10               | 0                | -                | -                | 2                | 1                | 12               | 1                |
| 2024             | 青森             | 2                | JFL              | 16               | 1                | -                | -                | -                | -                | 16               | 1                |
| 通算             | 日本             | 日本             | J3               | 10               | 0                | -                | -                | 2                | 1                | 12               | 1                |
| 通算             | 日本             | 日本             | JFL              | 16               | 1                | -                | -                | -                | -                | 16               | 1                |
| 総通算           | 総通算           | 総通算           | 総通算           | 26               | 1                | -                | -                | 2                | 1                | 28               | 2                |

- Jリーグ初出場：2023年4月9日 J3リーグ第6節 対松本山雅FC（ミクニワールドスタジアム北九州）

## タイトル

### クラブ
山梨学院高校
- 全国高等学校総合体育大会サッカー競技大会（2018年）

### 個人
- 全国高等学校総合体育大会サッカー競技大会・優秀選手（2018年）